# 王彝
王彝（14世纪—1374年），字常宗，別號媯蜼子。明代詩文家。
其先蜀人，本姓陳氏，父王事元，為崑山州儒學教授，遂徒嘉定（今屬上海）。少孤貧，讀書於天台山，從學於孟夢恂，故其文特醇雅。時楊維楨以文雄於東南，從遊者甚眾。王彝作《文妖》一篇詆之。明洪武三年（1370年）以布衣身分與里人杜寅及張簡同被召修《元史》，不久入翰林，以母老乞归，賜金幣遣還。洪武五年（1372年）三月，魏觀出任蘇州知府，王彝和高啟接受魏观的邀请，在苏州帮助考訂经史。魏觀又舉行乡饮酒礼，王彝特撰《乡饮酒碑铭》为记。洪武六年（1373年），魏观将府衙修建在张士诚宫殿的遗址上，被御史张度污为“兴灭王之基，开败国之河”；洪武七年（1374年），因魏觀事牽連，王彝與高啟同誅於南京。著有詩文集《三近齋稿》、《媯雌子集》，輯成《王常宗集》四卷，补遗一卷，续补遗一卷。明未清初經學家朱彝尊曾為王彝作傳，收錄於曝書亭集。